# Porin Ässät
Porin Ässät (w skrócie Ässät, pol. asy) – fiński klub hokejowy z siedzibą w Pori, występujący w rozgrywkach Liiga.

## Historia
Klub powstał w 1967 roku z połączenia klubów RU-38 i Porin Karhut. W 2013 roku drużyna zdobyła ponownie, po 35 latach mistrzostwo Finlandii.

## Sukcesy
- Złoty medal mistrzostw Finlandii: 1965, 1967, 1971 (SM-sarja), 1978, 2013 (SM-liiga)
- Puchar Finlandii: 1967
- Srebrny medal mistrzostw Finlandii: 1979, 1980, 1984, 2006
- Brązowy medal mistrzostw Finlandii: 1976, 1995
- Trofeum pamiątkowe Harry’ego Lindbladina – pierwsze miejsce w sezonie zasadniczym SM-liigi: 1979
- Brązowy medal Pucharu Europy: 1979

## Zawodnicy
Zastrzeżone numery
- 2 – Antti Heikkilä
- 4 – Arto Javanainen
- 11 – Raimo Kilpiö
- 12 – Tapio Levo
- 13 – Veli-Pekka Ketola
- 89 – Jaroslav Otevrel